# Калишенкове
Калише́нкове — село в Україні, у Попівській сільській громаді Конотопського району Сумської області. Населення становить 19 осіб. До 2020 орган місцевого самоврядування — Присеймівська сільська рада.

## Географія
Село Калишенкове розташоване на залізничній гілці Конотоп — Шостка, найближча станція за 1,5 км Присеймів'я. На відстані 2 км лежать села Мар'янівка та Чорноплатове.
Поруч проходить автомобільна дорога М02 (E101).

## Історія
- Село постраждало внаслідок геноциду українського народу, проведеного окупаційним урядом СССР 1923-1933 та 1946-1947 роках.

## Населення

### Мова
Розподіл населення за рідною мовою за даними перепису 2001 року:
| Мова       | Кількість | Відсоток |
| ---------- | --------- | -------- |
| українська | 18        | 94.74%   |
| російська  | 1         | 5.26%    |
| Усього     | 19        | 100%     |